# Золотая гора (повесть)
«Золотая гора» — научно-фантастическая повесть известного русского советского писателя-фантаста Александра Беляева, опубликована в 1929 году.

## История
Повесть «Золотая гора» впервые опубликована в ленинградском журнале «Борьба миров» (1929, № 2). Название Алтая, где разворачиваются события повествования, по-китайски Киншан (кит. упр. 金山, палл. Цзиньшань), и означает Золотая гора.

## Сюжет
Американскому журналисту Клэйтону, стремящемуся развеять скуку в Москве, предлагают отыскать гениального русского физика Микулина, исчезнувшего из Ленинграда. По данным американцев, Микулин ведёт работу, которая может привести к открытию способа превращения химических элементов друг в друга. Больше всего они опасаются, что Советская Россия использует это для наводнения мира дешёвым золотом, что приведёт к краху капитализма. Клэйтон едет под видом путешественника на Алтай, где собирался уединиться Микулин для спокойного завершения своей работы. Клэйтону удаётся найти горную лабораторию и войти в доверие к Микулину и его помощникам. Он наблюдает, с каким энтузиазмом учёные планируют эксперименты и преодолевают постоянно возникающие научные проблемы. Он присутствует при первом удачном опыте по поэтапному превращению горстки висмута в каплю золота с помощью «пи-лучей». Более того, он влюбляется в красивую помощницу Микулина. Постепенно он неожиданно осознаёт, что, возможно, будущее человечества именно за такими людьми. Додд, пославший его на поиски Микулина, прибывает сюда же и требует уничтожить лабораторию и Микулина, но Клэйтон уже не хочет этого. Наконец, с дюжиной нанятых головорезов Додд пытается штурмовать лабораторию. Однако Микулин оказался не таким беззащитным, как казалось американским шпионам, и практически все они гибнут от нового электрического оружия, которое имеется у Микулина.

### Особенности сюжета
- В описанном эксперименте, проводившимся Микулиным, проходит каскад превращений с постепенным снижением порядкового номера элемента: висмут — свинец — таллий — ртуть — золото.
- Энергию, огромное количество которой необходимо для физических опытов, физики добывают, собирая её из грозовых разрядов и запасая в аккумуляторы.
- Аналогичное превращение свинца в золото описано в фантастической повести А.Конан-Дойла «Открытие Рафлза Хоу».

## Персонажи
- Клэйтон — американский журналист, московский корреспондент «Нью-Йорк таймс»
- Доддс — американский журналист, корреспондент той же газеты
- Василий Николаевич Микулин — русский физик, действительный член Лондонского королевского общества
- Алёнка, Елена Лор — химик, помощник Микулина
- Ефим Грачов — лаборант Микулина
- Егоровна — завхоз и повар в лаборатории Микулина
- Данила Данилович Матвеев — охотник при лаборатории, муж Егоровны